# Adensen (Adelsgeschlecht)

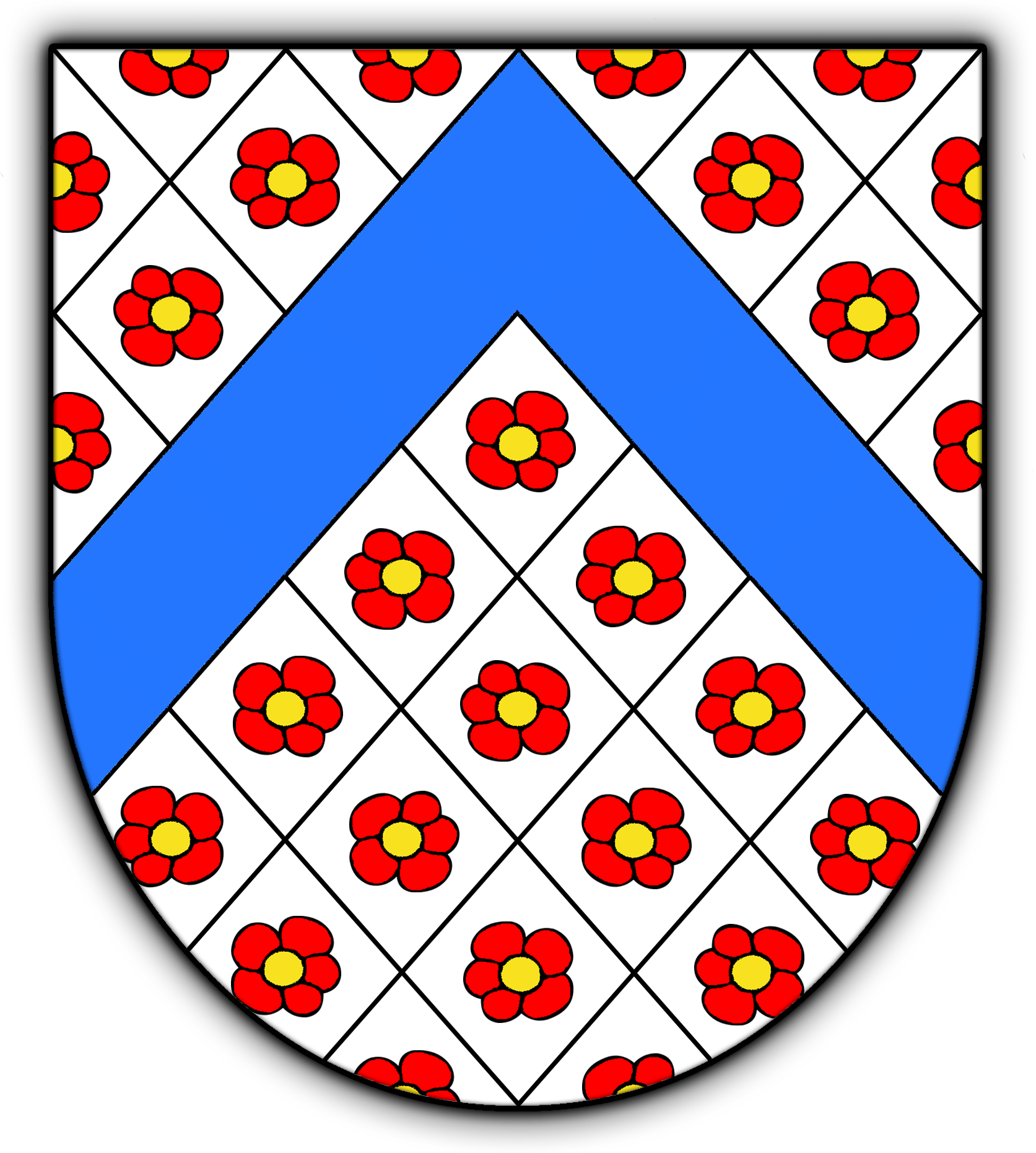
Wappen derer von Adensen

Das Geschlecht der Edelherren von Adensen (auch Adenssen, Adenoys) nannte sich nach dem Dorf Adensen, heute Teil der Gemeinde Nordstemmen. Adensen war im frühen Mittelalter der südlichste Ort des Marstemgaus, am Fluss Haller gelegen, der die Grenze zum Gudingo bildete. Im Mittelalter nannte und schrieb sich die Familie Adenoys. Die eigenständige Herrschaft war mit 55 Quadratkilometern relativ klein, doch von Beginn an ein eigenständiges Territorium. Sie entstand nach dem Aussterben der Billunger und der darauf erfolgten Zerschlagung des Marstem-Gaus. Die von Adensen zählten zur ältesten Edelherrenschicht Sachsens und genossen entsprechend hohes Ansehen. Mit dem Tod von Friedrich erlosch das Geschlecht 1325 im Mannesstamm.

## Familiengeschichte
Das erste urkundlich erwähnte Familienmitglied war Dietrich I. (Theodericus), Edelherr von Adenessen (Adensen/Adenoys), der zwischen 1120 und 1140 urkundete. Gemeinsam mit seinem Neffen Graf Wilbrand I. von Loccum-Hallermund gründete Dietrich von Adenoys das Kloster Loccum. Seine Frau war eine Tochter des Grafen Burchard I. von Loccum. Wegen der unterschiedlichen Schreibweise des Geschlechtsnamens sowie des aus der zweiten Hälfte des 13. Jahrhunderts erhaltenen Gedenksteins äußerten von Alten und Ahrens Zweifel an der Verschwägerung Dietrichs I. von Adensen mit den Grafen von Loccum-Hallermund sowie seiner Eigenschaft als Mitstifter von Kloster Loccum. Die Auswertung der heute zugänglichen Quellen zu beiden mehrfach verschwägerten Häusern von Adensen und von Hallermund bestätigt jedoch von Spilckers und von Hodenbergs Darstellung.
Der mutmaßliche Sohn Dietrichs I., Dietrich II. von Adenoys, gehörte zu den Teilnehmern der zweiten Livlandfahrt, eines Kreuzzugs zur Eroberung des Baltikums. Dort kämpfte Dietrich gemeinsam mit seinen Verwandten, den Grafen Ludolf II. von Hallermund-Loccum und Dietrich II. von Werder-Emne. Er war Zeuge der bedeutenden Urkunde vom 4. Oktober 1209, in welcher Bischof Albert von Buxthoeven die Lehnshuldigung König Visvaldis (Vissewalde) von Jersika, nach der Eroberung von dessen Königreich durch das Kreuzfahrerheer, entgegennahm: Testes hujus rei sunt: Johannes prepositus Rigensis ecclesie cum suis canonicis, comes Ludolphus de Halremunt, comes Theodericus de Werthere, comes Heinricus de Sladen, Waltherus de Amerslewe, Theodericus de Adenoys; milites Christi Volquinus (von Naumburg zu Winterstätten) cum suis fratribus: Rudolphus de Jericho, Albertus de Aldenvlet, Heinricus de Glindenberch, Hildebertus de Gerimnde, Lambertus de Lunenborch, Theodericus de Wiphem, Gerlacus de Doln, Conradus de Ykescole, Phylippus advocatus de Riga.  Im Jahr 1236 kehrte Dietrich von Adenoys zum wiederholten Mal nach Livland zurück, um an dem geplanten Krieg gegen Litauen teilzunehmen. Er wurde begleitet von Dietrich von Escherde, Sohn des Hildesheimer Advokaten Lippold I. von Escherde, Gründer von Kloster Escherde. Beide Ritter kamen am 22. September 1236 in der Schlacht von Schaulen ums Leben. Auch der in der Urkunde erwähnte Volkwin von Naumburg zu Winterstätten, der als Herrenmeister das Ordensheer in die Schlacht geführt hatte, wurde während der Schlacht erschlagen. Wegen dieser schweren Niederlage musste der Schwertbrüderorden 1237 mit dem Deutschen Orden fusionieren und verlor seine Eigenständigkeit. Urkundlich erwiesen ist Dietrich II. außerdem als Vater der drei Brüder Dietrich III., Ewerwin und Johann I.
Johanns I. Sohn, Johann II., war mit der Tochter des bremischen Lehnsmannes, des Edelherrn Friedrich von Grimmenberg, Gertrud, verheiratet. Zwei der Söhne waren hohe Geistliche im Bistum Hildesheim. Die eigentliche Karriere machten drei seiner vier Töchter. Als Großvater Graf Gerhards II. von Hallermund war Johann II. von Adenoys bis zur Volljährigkeit dessen Vormund. In dieser Eigenschaft verkaufte er im Jahr 1282 die Hälfte der Grafschaft Hallermund sowie die gleichnamige Burg Hallermund an Herzog Otto II.
Adelheid von Adenoys (1262–1302) war mit Graf Wilbrand III. von Hallermund verheiratet, dessen Großvater Ludolf II. von Hallermund der letzte aus der Familie gewesen war, der in beiden Grafschaften amtierte. Gertrud von Adenoys (1291–1301) war in erster Ehe mit Graf Engelbert I. von Everstein-Ohsen verheiratet; in zweiter Ehe mit dem Edelherrn Lippold von Hohenbüchen-Rössing. Gisla von Adenoys (1282–1302) war mit dem Edelherrn Ludwig II. von Rosdorf, Burgherr zu Hardegsen, verheiratet.
Friedrich von Adenoys schloss 1325 mit seinem Neffen, Graf Gerhard dem Jüngeren von Hallermund (1324: Ego Gerhardus comes de Halremunt cognomento Schelegreve), einen Erbschaftsvertrag, durch den die verbliebene Herrschaft Adenoys, Allode und Lehen, nach seinem Tod mit der Grafschaft Hallermund vereint und durch diese fortgeführt wurde. Damit endete nach rund 200 Jahren die Eigenständigkeit der Herrschaft Adenoys. Mit dem Edelherrn Friedrich von Adenoys starb die Familie aus.

## Wappen
Das Adelsgeschlecht „von Adenoys“ hatte als Wappen ein gegittertes Schild, in dessen Rauten sich Rosen befanden, die durch einen aufrechten Sparren aufgeteilt waren. Die Ortschaft Adensen hat dieses Wappen in seinen Grundzügen übernommen und zu ihrem Symbol gewählt.

## Nachfahrenliste
A. Dietrich I. (1120–1140) ⚭ NN von Loccum
B. Dietrich II. (1209–1236)
C1. Dietrich III. (1220–1270)
C2. Ewerwin (1220–1262)
C3. Johann I. (1220–1251)
D1. Johann II. (1253–1304) ⚭ Gertrud von Grimmenberg 
E1. Johann III. (1266–1324)
E2. Friedrich (1295–1325)
E3. Heinrich (1282)
E4. Adelheid (1262–1302) ⚭ Graf Wilbrand III. von Hallermund
F1. Gerhard II. von Hallermund (comes de Halremunt cognomento Schelegreve) ⚭ Elisabeth Gräfin v. Everstein (Tochter: Adelheid von Hallermund ⚭ vor 1326 Otto I Graf v. Rietberg)
F2. Jutta von Hallermund ⚭ Graf Johann II. von Woldenberg
E5. Gertrud (1291–1301) ⚭ 1. Graf Engelbert I. von Everstein-Ohsen; ⚭ 2. Lippold von Hohenbüchen-Rössing
E6. Gis(e)la (1282– vor 1302) ⚭ Edelherr Ludwig II. von Rosdorf, Burgherr zu Hardegsen
E7. Margaretha (1290–1325) Nonne in Gandersheim